# Nyflotjärnen (Ströms socken, Jämtland)
Nyflotjärnen är en sjö i Strömsunds kommun i Jämtland och ingår i Ångermanälvens huvudavrinningsområde. Sjön har en area på 0,0596 kvadratkilometer och ligger 272,1 meter över havet.

## Delavrinningsområde
Nyflotjärnen ingår i det delavrinningsområde (707424-150412) som SMHI kallar för Mynnar i Malmån. Medelhöjden är 320 meter över havet och ytan är 4,11 kvadratkilometer. Det finns inga avrinningsområden uppströms utan avrinningsområdet är högsta punkten. Vattendraget som avvattnar avrinningsområdet har biflödesordning 5, vilket innebär att vattnet flödar genom totalt 5 vattendrag innan det når havet efter 160 kilometer. Avrinningsområdet består mestadels av skog (71 procent) och sankmarker (16 procent). Avrinningsområdet har 0,06 kvadratkilometer vattenytor vilket ger det en sjöprocent på 1,4 procent.